# أديلتون (لاعب كرة قدم)
أديلتون (بالبرتغالية: Adaílton José dos Santos Filho) هو لاعب كرة قدم برازيلي في مركز الدفاع، ولد في 16 أبريل 1984 في سلفادور في البرازيل. شارك مع منتخب البرازيل تحت 20 سنة لكرة القدم. أما مع النوادي، فقد لعب مع ستاد رين وسنترال إسبانيول وشيكاغو فاير ونادي باهيا ونادي رينتيستاس ونادي سانتوس ونادي سيون ونادي فيتوريا ونادي كياسو ونادي هينان جيانيي.

## وصلات خارجية
- أديلتون (لاعب كرة قدم) على موقع الاتحاد الدولي (مؤرشف)  (الإنجليزية)
- أديلتون (لاعب كرة قدم) على موقع الدوري الأمريكي (الإنجليزية)
- أديلتون (لاعب كرة قدم) على موقع إي إس بي إن إف سي (الإنجليزية)
- أديلتون (لاعب كرة قدم) على موقع قاعدة بيانات كرة القدم.إي يو (الإنجليزية)
- أديلتون (لاعب كرة قدم) على موقع ليكيب (الفرنسية)
- أديلتون (لاعب كرة قدم) على موقع Soccerway.com (الإنجليزية)
- أديلتون (لاعب كرة قدم) على موقع عالم كرة القدم.نت (الإنجليزية)
- أديلتون (لاعب كرة قدم) على موقع AS.com (الإسبانية)